# Jiří Pecha (1971)
Jiří Pecha (* 12. října 1971 Brno) je český fotbalový trenér a bývalý útočník či záložník. Na vrcholové úrovni se věnoval též futsalu.

## Rodina
Jeho manželka Romana je dcerou Rostislava Václavíčka staršího a sestrou Rostislava Václavíčka mladšího.

## Hráčská kariéra
Vyrůstal v Žabovřeskách, s fotbalem začínal v místní TJ Sokol Žabovřesky. V žákovském věku přestoupil do Zbrojovky Brno, v jejímž dresu hrál později i 1. dorosteneckou ligu.
Na vojně hrál za VTJ Tábor ve 3. nejvyšší soutěži, poté se vrátil do Brna – tentokrát však do „Královopolské“. V ročníku 1992/93 byl nejlepším střelcem Moravskoslezské fotbalové ligy s 18 brankami, čímž klubu pomohl k postupu do 2. ligy. Před začátkem sezony 1993/94 přestoupil do třetiligové Slovácké Slavie Uherské Hradiště. S ambiciozním klubem ihned vyhrál MSFL, následně i druhou ligu (1994/95) a postoupil s ním do nejvyšší soutěže.
Po sestupu Uherského Hradiště se vrátil do Brna a hrál za FC Zeman Brno. Na jaře 1998 byl v třetiligovém řeckém klubu AE Tyrnavou, poté se vrátil do Zemanu Brno. V MSFL vstřelil více než 30 gólů.
Od roku 1999 působil v rakouských soutěžích. V Rakousku hrál za USV Raika Kirchberg am Wechsel (1999–2001), Neunkirchen SC (2001–2002), Mistelbach SC (2002–podzim 2003), Deutsch-Wagram ATSV (jaro 2004–podzim 2004), USVG Großrußbach (jaro 2005), opět USV Raika Kirchberg am Wechsel (2005–2006), SVg Breitenau/Schwarzau (2006–2008), SV Bad Erlach (2008–2009), Hadres-Markersdorf UFC (2009–podzim 2011), Klement USV (jaro 2012–duben 2013), Ziersdorf SV Eaton (podzim 2013) a SVU Langau (jaro 2014–říjen 2015). Od května 2013 hrál krátce v FC Svratka Brno. Jejím hráčem se stal i po návratu z Rakouska v říjnu 2015 a je zde dosud registrován (k 1. srpnu 2018).

### Ligová bilance
| Ročník                               | Zápasy | Góly | Minuty | Klub                             |
| ------------------------------------ | ------ | ---- | ------ | -------------------------------- |
| MSFL 1991/92                         | –      | –    | –      | TJ KS Brno                       |
| MSFL 1992/93                         | –      | 18   | –      | TJ KS Brno                       |
| MSFL 1993/94                         | –      | 3    | –      | Slovácká Slavia Uherské Hradiště |
| II. liga 1994/95                     | 21     | 9    | –      | Slovácká Slavia Uherské Hradiště |
| I. liga 1995/96                      | 21     | 4    | 998    | Slovácká Slavia Uherské Hradiště |
| MSFL 1997/98                         | –      | 4    | –      | FC Zeman Brno                    |
| MSFL 1998/99                         | –      | 6    | –      | FC Zeman Brno                    |
| CELKEM I. LIGA                       | 21     | 4    | 998    |                                  |
| CELKEM II. LIGA                      | 21     | 9    | –      |                                  |
| CELKEM III. LIGA – MSFL (od 1993/94) | –      | 13   | –      |                                  |

### Futsal
Na vrcholové úrovni se věnoval též futsalu v brněnském klubu Dino Brno. V nejvyšší soutěži ČR si v průběhu tří sezon připsal 16 startů a 11 vstřelených branek.

## Trenérská kariéra
Začínal u mládežnických mužstev Zbrojovky, v sezoně 2012/13 trénoval muže ve Slovanu Rosice, který převzal po Karlu Jarůškovi. Ve středu 5. září 2012 vyřadil s třetiligovými Rosicemi prvoligovou Zbrojovku Brno z Poháru České pošty 2012/13. Dále trénoval dorostence v MSK Břeclav a FK Hodonín.